# Sergio Manuel Ildefonso Genao
Sergio Manuel Ildefonso Genao (Kaporit). (Santiago de los Caballeros, República Dominicana, 3 de abril de 1917-Maimón 26 de junio de 1959), más conocido como Sergio Ildefonso-Caporit. Fue integrante de un grupo de 198 hombres que formaron la Expedición de Constanza, Maimón y Estero Hondo del 14 y 20 de junio de 1959, organizada para derrocar la dictadura de Rafael Leonidas Trujillo Molina en República Dominicana. Este grupo de hombres fue bautizado por el pueblo con el nombre de la Raza Inmortal.

## Biografía
Sergio Manuel Ildefonso Genao (Kaporit). (Santiago de los Caballeros, 3 de abril de 1917-Maimón 26 de junio de 1959), más conocido como Sergio Ildefonso-Caporit.
De formación demócrata, fue opositor de larga trayectoria contra la dictadura que dominó la República Dominicana durante el período de 1930-1961.
En Santo Domingo, Distrito Nacional, se erigió el Monumento a los Héroes de Constanza, Maimón y Estero Hondo, inaugurado el 18 de marzo de 1972 y declarado Extensión del Panteón Nacional por decreto presidencial número 1211-00. Allí reposa una placa con el nombre de Sergio Ildefonso.

## Primeros años
Sergio Ildefonso, nació en la ciudad de Santiago de los Caballeros, el 3 de abril de 1917. Su padre fue don Manuel Ildefonso, músico de Banda Municipal de Santiago de los Caballeros, oriundo de Samaná y propietario de la única tienda de gaseosas de la ciudad, localizada en la calle San Luis No. 82  y doña Leticia Aurora Genao, maestra, nacida en Santiago, quienes tuvieron siete hijos. 
Su activismo lo llevó a participar en los movimientos juveniles, como en el movimiento de la Juventud Democrática, siendo apresado en diversas oportunidades. Su primer apresamiento fue a la edad de 18 años, condenado a 10 años de prisión (indultado parcialmente) por su participación en el Complot de 1934, preparado para ajusticiar a Trujillo en una visita que realizaría al Centro de Recreo de Santiago. (Pou, P.R. (1998), En busca de la libertad. Santo Domingo, República Dominicana, Editora Lozano, C. por A. págs. 39,40,41,42,43 y 44.:).
En sus intensas actividades contra el régimen apoyó los movimientos clandestinos internos, motivo por el cual lo apresaron nueva vez junto a su hermano Frank Ildefonso, el 3 de abril de 1947, acusándole de apoyo interno a la Expedición de Cayo Confites. Estando Sergio Ildefonso en la cárcel, se entera de que la Expedición de Cayo Confites no se pudo materializar. Recobra la libertad  y se integra inmediatamente al movimiento clandestino al que pertenecía, quienes estaban organizando el apoyo interno a la Expedición de Luperón en 1949.
Luego de la Expedición de Luperón,  Sergio Ildefonso sufre la desaparición de su hermano Frank Ildefonso, quien también estuvo preso por sus acciones contra el sátrapa Leónidas Trujillo. En una reunión política estaba Sergio denunciando la desaparición de su hermano Frank, misma que estaba siendo vigilada por un espía de la tiranía. Fue apresado nuevamente, la última privación de libertad en su país. En este apresamiento se preparó su deportación hacia Venezuela.

## Familia
El día 29 de octubre de 1949, casa con la señorita Nazarena del Carmen Alvarez Fernández, hija de los señores Jesús María Alvarez y María Fernández, ambos descendientes de inmigrantes españoles asturianos, en Santiago de los Caballeros, República Dominicana. A pocos meses es deportado de su país. 
Radicado el matrimonio en Caracas, Venezuela, tuvieron cuatro hijas: Elvia Aurora, Isabel María, Maritza Altagracia y Rosa Aura.

## Exilio y regreso a su patria
En Venezuela se unió al grupo de hombres que fueron a entrenarse al Campamento Mil Cumbres en Cuba para formar posteriormente  la Expedición de Constanza, Maimón y Estero Hondo del 14 y 20 de junio de 1959  con el objetivo de  derrocar la tiranía Trujillista.
El jueves 25 de junio de 1959, el Ejército Dominicano informaba a las 3 de la tarde que habían capturado, “gravemente herido” en combate, en la sección de Maimón a Sergio Ildefonso (Kaporit) y que resultaron heridos los rasos Pedro Veras Toribio y Guarionex Gómez. (Deláncer, Juan. Primavera 1959, pág. 81.)
Fue hecho prisionero, después de caer herido con ambas piernas ametralladas. Trasladado luego a Santiago, donde fue ultimado. (Brache Batista, Anselmo (2009) Constanza, Maimón y Estero Hondo, Santo Domingo, República Dominicana, Editora Búho, cuarta edición, págs.189,303,385.)